# Ahl Angad
Ahl Angad (en àrab أهل أنجاد, Ahl Anjād; en amazic ⴰⵀⵍ ⴰⵏⴳⴰⴷ) és una comuna rural de la prefectura d'Oujda-Angad, a la regió de L'Oriental, al Marroc. Segons el cens de 2014 tenia una població total de 14.196 persones.